# 1866 na música

## Nascimentos
| Data       | Nome                                           | Profissão                                 | Nacionalidade | Observações | Ref |
| ---------- | ---------------------------------------------- | ----------------------------------------- | ------------- | ----------- | --- |
| 1 de Abril | Dante Michaelangelo Benvenuto Ferruccio Busoni | compositor, pianista, professor e maestro | Itália        | m. 1924     |     |
| 17 de Maio | Erik Satie                                     | compositor e pianista                     | França        | m. 1925     |     |

## Mortes
| Data | Nome | Profissão | Nacionalidade | Observações | Ref |
| ---- | ---- | --------- | ------------- | ----------- | --- |